# Kellogg Casey
Kellogg Kennon Venable Casey (ur. 17 września 1877 w Nowym Jorku, zm. 28 października 1938 w Wilmington) – amerykański strzelec, mistrz olimpijski.
Walczył w wojnie amerykańsko-hiszpańskiej w 71 Pułku Piechoty. Trzykrotnie wygrał turniej Wimbledon Cup w strzelaniu długodystansowym. Poza sportem pracował przez ponad 30 lat w firmie DuPont, m.in. na stanowisku dyrektora ds. sprzedaży sprzętu wojskowego.
Casey wystąpił na Letnich Igrzyskach Olimpijskich 1908 w dwóch konkurencjach. Zdobył wicemistrzostwo olimpijskie w karabinie dowolnym z 1000 jardów, przegrywając wyłącznie z Joshuą Millnerem. W drużynowym strzelaniu z karabinu wojskowego zdobył wraz z kolegami z reprezentacji złoty medal, osiągając czwarty rezultat wśród amerykańskich zawodników (skład zespołu: Charles Benedict, Kellogg Casey, Ivan Eastman, William Leushner, William Martin, Charles Winder).

## Wyniki

### Igrzyska olimpijskie
| Igrzyska | Konkurencja                  | Wynik                                               | Miejsce | Źródło |
| -------- | ---------------------------- | --------------------------------------------------- | ------- | ------ |
| IO 1908  | Karabin dowolny, 1000 jardów | 93 pkt.                                             |         | [ 1 ]  |
| IO 1908  | Karabin wojskowy, drużynowo  | 2531 pkt. (druż.) 423 pkt. ind. (74–71–69–73–67–69) |         | [ 2 ]  |